# Orléans-Longueville

Gli Orléans-Longueville sono un ramo cadetto e illegittimo della dinastia reale di Francia, che discende da Jean, conte di Dunois, figlio naturale di Luigi di Valois e di Mariette d'Enghien. Benché illegittimi, ottennero nel XVII secolo la qualifica di principi del sangue. All'interno del regno di Francia questa casata venne infeudata di numerose terre e insignita di numerosi titoli, il più importante dei quali fu quello di duchi di Longueville.
Nel frattempo, al di fuori della Francia, nel 1512 il duca Luigi I d'Orléans-Longueville sposò l'erede della contea di Neuchâtel, Jeanne de Hochberg, che quindi gli portò in dote la terra di Neuchâtel, attualmente in Svizzera. Neuchâtel era all'epoca un feudo imperiale, con una giurisdizione semi-indipendente, perciò la casata acquisì il titolo di conti sovrani di Neuchâtel, titolo che dal 1648 venne poi elevato a quello di principi di Neuchâtel. 
I membri più importanti sono stati il duca Luigi I, gran ciambellano di Francia, governatore di Provenza, che fu fatto prigioniero dagli Inglesi nella battaglia di Guinegatte e condotto a Londra dove negoziò il matrimonio di Luigi XII di Francia con Maria d'Inghilterra, ed il duca Enrico II, pari di Francia, governatore di Piccardia e poi di Normandia, prese parte alla cospirazione del 1626 contro Richelieu. Rientrato nelle grazie, si distinse durante la guerra dei Trent'anni. Divenne un attivo componente della Fronda e fu imprigionato assieme a Condé e Conti. Si risposò nel 1642 con Anna Genoveffa di Borbone-Condé, sorella del Grand Condé, celebre per il suo ruolo nella Fronda.
La casata si estinse nel 1694.

## Genealogia
Jean (1402-1468), conte di Dunois
```
= 
Marie d'Harcourt

│
├── Maria (1440–?)
│   = 
Louis de la Haye

│
├── Giovanni (
1443
-
1453
)
│
├── 
Francesco
 (1447-1491), conte di Dunois
│   = 
Agnese di Savoia
 (
1445
–
1508
)
│   │
│   ├── 
Francesco I
, duca di Longueville
│   │   = 
Francesca d'Alençon
 (1490-1550)
│   │   │
│   │   ├── Jacques (1511-1512)
│   │   │
│   │   └── Renata (5081-1515)
│   │
│   └── 
Luigi I
, duca di Longueville
│       = 
Jeanne de Hochberg

│       │
│       ├── Claudio (1508-9 novembre 1524), duca di Longueville
│       │
│       ├── 
Luigi II
 (1510-1537), duca di Longueville e conte di Neuchâtel
│       │   = 
Maria di Guisa

│       │   │
│       │   └── 
Francesco II
 (1535-1551), duca di Longueville e conte di Neuchâtel
│       │
│       ├── 
Francesco III
 (1513-1548), marchese di Rothelin
│       │   =  Jacqueline de Rohan-Gyé
│       │   │
│       │   ├── 
Léonor
 (1540-1573), duca di Longueville e conte di Neuchâtel
│       │   │   = Maria di Borbone-Vendôme (1539-1601), contessa di Saint-Pol
│       │   │   │
│       │   │   ├── 
Enrico I
 (1568-1595), duca di Longueville e conte di Neuchâtel
│       │   │   │   = Caterina Gonzaga-Nevers (1568-1629)
│       │   │   │   │
│       │   │   │   └── 
Enrico II
, duca di Longueville e principe di Neuchâtel
│       │   │   │       = Luisa di Borbone-Soissons (1603 – 1637)
│       │   │   │       │
│       │   │   │       ├── 
Maria
 (1625–1707), principessa di Neuchâtel
│       │   │   │       │    = 
Enrico II di Savoia-Nemours

│       │   │   │       │
│       │   │   │       └── Luisa (1626–1628)
│       │   │   │
│       │   │   │       = 
Anna Genoveffa di Borbone-Condé
 (1619–1679)
│       │   │   │       │
│       │   │   │       ├── Carlotta-Luisa (1644–1645) 
│       │   │   │       │
│       │   │   │       ├── 
Giovanni Luigi
 (1646-1694), duca di Longueville e principe di Neuchâtel
│       │   │   │       │
│       │   │   │       ├── Maria Gabriella (1646 – 1650)
│       │   │   │       │
│       │   │   │       └── 
Carlo Parigi
 (1649-1672), duca di Longueville e principe di Neuchâtel
│       │   │   │ 
│       │   │   ├── 
Francesco
 (1570-1631), conte di Saint-Pol, duca di Fronsac
│       │   │   │   = Anne de Caumont
│       │   │   │   │
│       │   │   │   └── Léonor (1605-1622), duca di Fronsac
│       │   │   │
│       │   │   ├── Eleonora
│       │   │   │
│       │   │   ├── Caterina (?-1638)
│       │   │   │
│       │   │   ├── 
Antonietta
 (1572-1618)
│       │   │   │   = Charles de Gondi
│       │   │   │
│       │   │   ├── Margherita (?-1615)
│       │   │   │
│       │   │   └── Eleonora (1573-1639)
│       │   │       = Charles de Goyon de Matignon (1564-1648)
│       │   │
│       │   ├── Jacques (1547-?)
│       │   │
│       │   └── 
Francesca
 (1549-1601)
│       │       = 
Luigi I di Borbone-Condé

│       │
│       └── Carlotta (1512-1549)
│           = 
Filippo di Savoia-Nemours
, duca di Nemours.
│
└── Caterina (
1449
–
1501
)
    = 
Giovanni VII di Saarbrücken
 (1430–1492), conte di 
Roucy
```